# باتاوة كري (مقاطعة تشرام)
باتاوة كري (بالفارسية: پاتاوه کری) هي قرية تقع في قسم بشتة ذيلايي الريفي (مقاطعة تشرام) في إيران. يقدر عدد سكانها بـ 47 نسمة بحسب إحصاء 2016.